# Músculo palmar breve
O músculo palmar breve é um fino músculo quadrilátero próximo ao lado ulnar da mão.